# Jamie Skeen
Jamie O'Brien Skeen (Fayetteville, 2 maggio 1988) è un ex cestista statunitense.